# Élection présidentielle tunisienne de 1994
 (décembre 2023).
Si vous disposez d'ouvrages ou d'articles de référence ou si vous connaissez des sites web de qualité traitant du thème abordé ici, merci de compléter l'article en donnant les références utiles à sa vérifiabilité et en les liant à la section « Notes et références ».
L'élection présidentielle tunisienne de 1994, qui a eu lieu le 20 mars de cette année, est la sixième du genre à se tenir en Tunisie.
Zine el-Abidine Ben Ali, président sortant élu en 1989 avec 100 % des voix, est à nouveau l'unique candidat en lice, au nom du Rassemblement constitutionnel démocratique.

## Résultats détaillés
| Inscrits                 | Inscrits                                                           | 3 150 612 |                |         |  |  |  |
| Votants                  | Votants                                                            | 2 989 880 | 94,90 %        |         |  |  |  |
| suffrages exprimés       | suffrages exprimés                                                 | 2 987 375 |                | 99,90 % |  |  |  |
| bulletins blancs ou nuls | bulletins blancs ou nuls                                           | 2 505     |                | 0,10 %  |  |  |  |
| Abstentions              | Abstentions                                                        | 160 732   | 5,10 %         |         |  |  |  |
|                          |                                                                    |           |                |         |  |  |  |
|                          | Candidat Parti politique                                           | Voix      | % des exprimés |         |  |  |  |
|                          | Zine el-Abidine Ben Ali Rassemblement constitutionnel démocratique | 2 987 375 | 100 %          |         |  |  |  |